# گروسلیتگن
گروسلیتگن (به آلمانی: Großlittgen) یک شهر در آلمان است که در برنکاستل-ویتلیش واقع شده‌است. گروسلیتگن ۱٬۰۱۸ نفر جمعیت دارد.